# Технопарк Политехнического университета «Шариф»

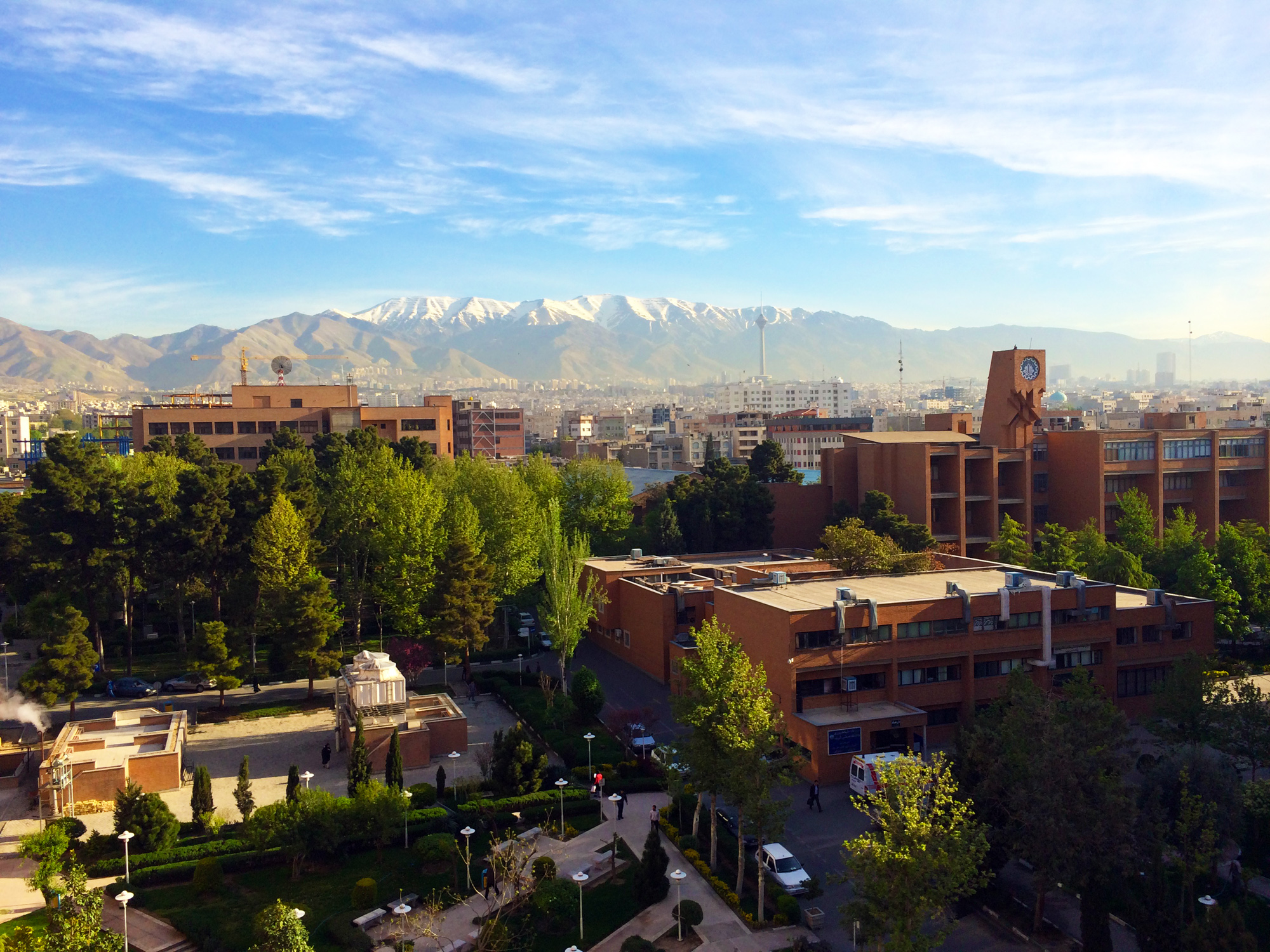
Вид на кампус университета

Технопарк Политехнического университета «Шариф» (перс. پارک علم و فناوری دانشگاه صنعتی شریف‎) представляет собой организацию в Иране, подчинённую Политехническому университету «Шариф», которой руководят специалисты в своих областях. Основной задачей технопарка является улучшение благосостояния общества на основе профессиональной этики, а также путём повышения инновационной культуры и культуры конструктивной конкуренции между технологичными компаниями и учреждениями, основанными на знании. Для достижения данной цели технопарк запустил поток обмена знаниями и технологиями между университетами, научно-исследовательскими учреждениями, частными компаниями и рынком. Управляя этим потоком, технопарк способствует росту инновационных компаний через технологичные и инновационные комплексы, инкубаторы, центры предпринимательской деятельности, поставщиков услуг, офисы промышленных инновационных технологий, стартап акселераторы и генерирующие процессы. Кроме того, наряду с предоставлением пространства для работы и содействию в её осуществлении, технопарк оказывает и другие необходимые высококачественные услуги.

## Задачи технопарка
1. Распространение в обществе инновационной культуры и профессиональной этики.
2. Коммерциализация результатов исследований, реализация связи между исследовательским и производственным секторами, а также сектором услуг.
3. Повышение конкурентоспособности и роста наукоёмких компаний.
4. Помощь в привлечении технического знания, а также отечественного и зарубежного капитала.
5. Расширение присутствия и профессионального сотрудничества отечественных технологичных компаний на международном уровне.
6. Поддержка создания и развития малых и средних технологичных компаний, поддержка научно-исследовательских учреждений и инновационных инженерных компаний с целью развития технологий и предпринимательской деятельности.
7. Коммерциализация и совершенствование цепочки создания ценностей, основанных на технологическом потенциале университетов.
8. Способствование улучшению благосостояния общества за счёт развития наукоёмкой экономики.
9. Способствование предпринимательской деятельности и создание рабочих мест для элиты и выпускников университетов.

## Обязанности технопарка
1. Направление имеющихся мощностей и возможностей на установление связи университетских ресурсов, научных, технологических и промышленных центров с мощностями технологических кластеров.
2. Создание благоприятной атмосферы для привлечения отечественных и зарубежных учёных и специалистов.
3. Создание необходимого русла для сотрудничества иностранных технологических кластеров с технопарком с целью развития технологичности местных компаний.
4. Субсидирование с целью развития национального и международного рынка идей, продукции, наукоёмких услуг и технологических кластеров.

## Адрес
Тегеран, Торошт, площадь Шахида Теймури, пр. Лотфалихани, ул. Парс № 15.
Телефон: 66530642(021)-66530692(021) 66530642(021)-66530692(021)
Факс: 66530545(021)
Электронная почта: techpark@sharif.edu